# ARCA Menards Series
 (janvier 2022).
L'ARCA Menards Series est un championnat automobile américain destiné aux voitures de type « stock-cars ». Il s'agit du principal championnat organisé par l'Automobile Racing Club of America.
L'ARCA Racing Series est considéré comme un championnat semi-professionnel dans lequel s'opposent des pilotes professionnels, mais aussi des amateurs fortunés. L'ARCA Racing Series est également souvent utilisé par les principales équipes de NASCAR pour permettre à leurs jeunes pilotes d'acquérir une plus grande expérience.
Bien que régies par une fédération différente, les manches de l'ARCA Racing Series sont parfois organisées en soutien des épreuves de NASCAR, généralement la veille ou l'avant-veille.

## Histoire

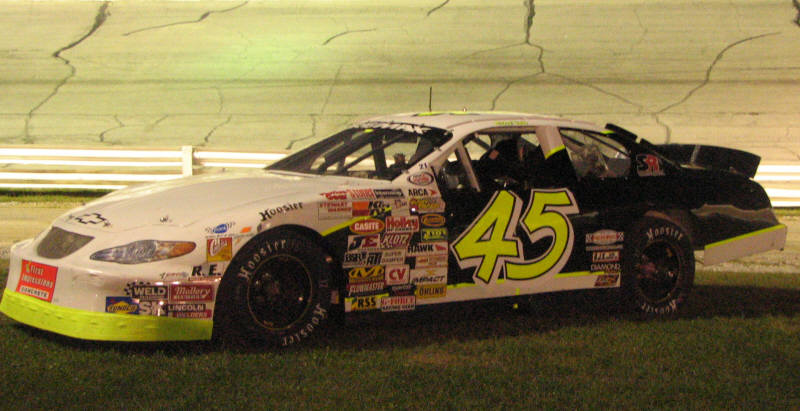
Une voiture ARCA (2006)

La série a été fondée à Toledo, Ohio en 1953 sous le nom de Midwest Association for Race Cars (MARC), un groupe de tournée local dans le Midwest des États-Unis.  La série a été fondée par John Marcum, un ami et ancien concurrent de Bill France, Sr. et ancien employé de NASCAR, qui a créé MARC en tant qu'homologue nord du NASCAR basé dans le sud. Les premiers pilotes comprenaient Iggy Katona et Nelson Stacy.
La série est devenue une partie des Daytona Speedweeks en 1964 à la demande de Bill France, permettant à la série d'ouvrir sa saison aux côtés du Daytona 500. Cette même année, le nom de la série a été changé de MARC (Midwest Association for Race Cars) à l'actuel.  ARCA (Automobile Racing Club of America) comme suggestion pour donner à la série une plus grande visibilité nationale.
La série se déroule sur une variété de pistes, des petits ovales aux superspeedways tels que le Daytona International Speedway. En 2008, la série est revenue sur des circuits routiers. La série est actuellement dirigée par le petit-fils de Marcum, Ron Drager. 
En raison de la similitude entre les voitures et les circuits des deux séries, l'ARCA Racing Series est fréquemment utilisée pour développer de jeunes pilotes cherchant à percer dans les trois premières séries de NASCAR.  La série a donné naissance à des pilotes tels que Benny Parsons, Ken Schrader et Kyle Petty, et a aidé les pilotes plus récents de la NASCAR Cup Series Kyle Busch, Justin Allgaier, Casey Mears et Sam Hornish Jr. à s'acclimater aux voitures de stock. Les jeunes pilotes participeront souvent à l'ouverture de la série au Daytona International Speedway pour obtenir l'approbation de NASCAR pour courir sur les superspeedways dans les séries Truck Series ou Xfinity. D'autres pilotes, tels que Frank Kimmel, 10 fois champion, et Bobby Gerhart, 9 fois vainqueur de course, restent dans la série au lieu de poursuivre une carrière à temps plein en NASCAR. Les habitués de NASCAR, notamment Ken Schrader, sont également connus pour fréquenter la série. D'autres pilotes notables, tels que Benny Chastain et Andy Jankowiak, participent à la série comme passe-temps.
Les conducteurs âgés d'à peine 17 ans peuvent être autorisés à conduire sur des pistes de speedway, et les conducteurs âgés d'à peine 15 ans peuvent être autorisés à conduire sur des parcours de moins d'un mile de longueur et sur des parcours routiers.  C'est un an de moins que l'âge minimum de 16 ans dans la Truck Series (également pour les pistes courtes et les parcours routiers uniquement). Les pilotes doivent avoir 18 ans pour participer à l'un des deux événements Superspeedway que la série accueille à Daytona et Talladega. Les pilotes de 16 et 17 ans peuvent participer à certaines parties du test de Daytona en janvier, mais ne peuvent pas participer au week-end de course.
Un développeur de jeux indépendant basé dans l'Indiana a créé ARCA Sim Racing '08 pour simuler la saison 2008 du championnat.
De 1995 à 2016, la société Hoosier Racing Tire était le fournisseur de pneus du championnat, les pneus étant remplacés en 2016 par leur partenaire commercial Continental AG, sous le nom General Tire. Continental a acquis Hoosier en octobre 2016.
Le 27 avril 2018, il a été annoncé que la National Association of Stock Car Auto Racing (NASCAR) avait racheté l'Automobile Racing Club of America (ARCA), bien que les saisons 2018 et 2019 se soient poursuivies comme prévu. La série ARCA Menards a conservé son nom pour la saison 2020, tandis que les NASCAR K&N Pro Series East et West ont été rebaptisées ARCA Menards Series East et West respectivement. Le 2 octobre 2019, NASCAR et ARCA ont annoncé la création d'une liste de dix courses sur courte piste et sur route appelée ARCA Racing Series Showdown, avec des pilotes des trois séries éligibles pour concourir.
En janvier 2019, ARCA a annoncé que chaque course de la saison 2019 serait retransmise en direct à la télévision.  Huit courses ont été diffusées entre FS1 et FS2, tandis que les 12 courses restantes se sont déroulées sur MAVTV. C'était la première fois dans l'histoire de la série que chaque course d'une saison était diffusée en direct. À partir de 2023, toutes les courses seront diffusées sur FS1 ou FS2.

## Voiture
La série était connue pour utiliser des voitures vétérans de génération 4 à carrosserie en acier de la NASCAR Cup Series, faisant rouler des voitures jusqu'à ce qu'elles aient plusieurs années et même après l'arrêt d'un modèle dans la Cup Series.  Par exemple, la voiture Daytona gagnante de Bobby Gerhart en 1999 utilisait un châssis construit par Hendrick Motorsports en 1989. Après la transition de la Cup et de la série Xfinity vers la voiture de demain en 2007 et 2010 respectivement, la série ARCA a continué à utiliser le style 2007. Avec les modèles de Chevrolet Monte Carlo SS (rebaptisé Impala), Ford Fusion, Toyota Camry et Dodge Charger. Les moteurs V8 à carburateur utilisés par la série sont également construits selon des spécifications similaires à celles de leurs homologues NASCAR et sont parfois achetés auprès d'équipes NASCAR.  Malgré les similitudes, les courses ARCA sont beaucoup plus abordables que leurs homologues plus populaires, le propriétaire de la voiture Larry Clement estimant le budget requis pour faire fonctionner une voiture ARCA à « 10 % du budget d'un NASCAR Cup Series ».

### Moteur Ilmor 396
Le 1er août 2014, le président de l'ARCA, Ron Drager, a annoncé une nouvelle option de package moteur pour la saison 2015, en plus du package de règles moteur ouvert actuel. Le package s’appelle le moteur ARCA Ilmor 396, également connu sous le nom d’ARCA Control Engine (ACE).  Développé par Ilmor, qui a également développé des moteurs pour la série IndyCar, le moteur est un « groupe motopropulseur spécialement conçu » utilisant l'injection électronique de carburant Holley et basé sur la famille de moteurs Chevrolet LS capable de fournir 700 chevaux au frein (520 kW) et  500 livres-pieds-force (680 N⋅m) de couple.  Le moteur coûte 35 000 $ à construire et 15 000 $ à reconstruire, et permet aux équipes d'utiliser le même moteur sur tous les types de pistes jusqu'à 1 500 miles (2 400 km) entre les reconstructions.
Le moteur Ilmor a fait ses débuts lors d'essais au Daytona International Speedway en décembre 2014, avec la Ford n°48 propulsée par Ilmor de Sean Corr en tête des tableaux de vitesse à une moyenne de 188,478 milles par heure (303,326 km/h) en 47,743 secondes.  Le nouveau moteur a généré une controverse, certaines équipes qui utilisent l'ancien package moteur estimant que leurs moteurs deviendront obsolètes et que la conversion vers le nouveau package sera trop coûteuse.  Les équipes et les constructeurs de moteurs externes ne peuvent pas non plus effectuer de maintenance sur les moteurs, et un réglage minimal est autorisé (y compris un lubrifiant de spécification de Valvoline).  Le moteur de spécification réduit également l'identité du fabricant pour les équipes, avec une construction basée sur l'ensemble moteur Chevrolet et portant la marque Ilmor.  Les moteurs non-Ilmor, quant à eux, sont soumis à des restrictions d'admission et de régime afin de maintenir les limites de performances par rapport au nouveau package.

### Carrosserie
Le 4 novembre 2014, au SEMA Show à Las Vegas, le président de NASCAR Mike Helton a dévoilé un nouveau style de carrosserie pour les K&N Pro Series East et West qui serait également éligible pour une utilisation dans la compétition ARCA, basé sur la Sprint Cup Series Gen 6. Avec comme modèles de la Chevrolet SS (Une Holden rebaptisée), Ford Fusion et Toyota Camry (aucune option Dodge n'a été proposée en raison d'un manque de support d'usine). La nouvelle carrosserie, développée avec Five Star Race Car Bodies, est construite à partir d'un mélange de stratifié composite et conçue avec des panneaux de carrosserie facilement remplaçables, afin de réduire les coûts de fabrication et d'éliminer les débris sur la piste après des accidents.  La carrosserie composite est également nettement plus légère que les carrosseries en acier traditionnelles.  La carrosserie composite a fait ses débuts lors des tests de pré-saison à Daytona, dans le but de l'approuver pour les pistes de plus d'un mile de longueur.
Le style de carrosserie a été rendu éligible lors de la saison ARCA 2015 uniquement sur les pistes d'une longueur d'un mile ou moins, avec les carrosseries en acier traditionnelles à côté. Les carrosseries composites ont fait leurs débuts sur le superspeedway au Pocono Raceway le 3 juin 2016. En 2018, ARCA a commencé à éliminer progressivement les carrosseries en acier, rendant obligatoire toutes les carrosseries composites à Daytona et Talladega. Ils ont ensuite été obligatoires pour toutes les pistes de plus de 1,2 km en 2019, et toutes les pistes en 2020. En 2022, la Ford Fusion a été remplacée par la Ford Mustang, mais n'a été largement adoptée par les équipes Ford qu'en 2023.

## Palmarès
| Année | Pilote champion                 | Rookie de l'année               | Bill France Four Crown       |
| ----- | ------------------------------- | ------------------------------- | ---------------------------- |
| 2024  | Andrés Pérez de Lara            | Lavar Scott                     | Andrés Pérez de Lara         |
| 2023  | Jesse Love                      | Jesse Love                      | Andrés Pérez de Lara         |
| 2022  | Nick Sanchez                    | Daniel Dye                      | Daniel Dye                   |
| 2021  | Ty Gibbs                        | Nick Sanchez                    | Ty Gibbs                     |
| 2020  | Bret Holmes                     | Hailie Deegan                   | Bret Holmes                  |
| 2019  | Christian Eckes                 | Tommy Vigh Jr.                  | Bret Holmes                  |
| 2018  | Sheldon Creed                   | Zane Smith                      | Zane Smith                   |
| 2017  | Austin Theriault                | Riley Herbst                    | Austin Theriault             |
| 2016  | Chase Briscoe                   | Dalton Sargeant                 | Chase Briscoe                |
| 2015  | Grant Enfinger                  | Kyle Weatherman                 | Kyle Weatherman              |
| 2014  | Mason Mitchell                  | Austin Wayne Self               | Grant Enfinger               |
| 2013  | Frank Kimmel(10)                | Justin Boston                   | Frank Kimmel                 |
| 2012  | Chris Buescher                  | Alex Bowman                     | Chris Buescher               |
| 2011  | Ty Dillon                       | Chris Buescher                  | Chad McCumbee                |
| 2010  | Patrick Sheltra                 | Dakoda Armstrong                | Joey Coulter                 |
| 2009  | Justin Lofton                   | Parker Kligerman                | Parker Kligerman             |
| 2008  | Justin Allgaier                 | Matt Carter                     | Frank Kimmel                 |
| 2007  | Frank Kimmel (en)               | Michael McDowell                | Frank Kimmel                 |
| 2006  | Frank Kimmel                    | Blake Bjorklund                 | Blake Bjorklund              |
| 2005  | Frank Kimmel                    | Joey Miller                     | Frank Kimmel                 |
| 2004  | Frank Kimmel                    | T.J. Bell                       | Brent Sherman                |
| 2003  | Frank Kimmel                    | Bill Eversole                   | Jason Jarrett                |
| 2002  | Frank Kimmel                    | Chad Blount                     | Frank Kimmel                 |
| 2001  | Frank Kimmel                    | Jason Jarrett                   | Frank Kimmel                 |
| 2000  | Frank Kimmel                    | Brian Ross                      | Tim Steele                   |
| 1999  | Bill Baird                      | Ron Cox                         | Bill Baird                   |
| 1998  | Frank Kimmel                    | Bill Baird                      | Frank Kimmel                 |
| 1997  | Tim Steele(3)                   | Josh Baltes                     | Tim Steele                   |
| 1996  | Tim Steele                      | Blaise Alexander                | Tim Steele                   |
| 1995  | Andy Hillenburg                 | Dill Whittymore* Harris DeVane* | Harris DeVane                |
| 1994  | Bobby Bowsher(2)                | Gary Bradberry                  | Bob Hill                     |
| 1993  | Tim Steele                      | Jeremy Mayfield                 | Bob Keselowski               |
| 1992  | Bobby Bowsher                   | Frank Kimmel                    | Bobby Bowsher                |
| 1991  | Bill Venturini(2)               | Ron Payne                       | Bobby Bowsher Bill Venturini |
| 1990  | Bob Brevak                      | Glenn Brewer                    | Bob Keselowski               |
| 1989  | Bob Keselowski                  | Graham Taylor                   | Tracy Leslie                 |
| 1988  | Tracy Leslie                    | Bobby Gerhart                   | Grant Adcox                  |
| 1987  | Bill Venturini                  | Dave Weltmeyer                  | Grant Adcox                  |
| 1986  | Lee Raymond(2)                  | Mark Gibson                     | Lee Raymond                  |
| 1985  | Lee Raymond                     | Dave Simko                      | Lee Raymond                  |
| 1984  | Bob Dotter(3)                   | Davey Allison                   | Davey Allison                |
| 1983  | Bob Dotter                      | Bill Venturini                  |                              |
| 1982  | Scott Stovall                   | Lee Raymond                     |                              |
| 1981  | Larry Moyer                     | Gorden Blankenship              |                              |
| 1980  | Bob Dotter                      | Scott Stovall                   |                              |
| 1979  | Marvin Smith(2)                 | Steve Ellis                     |                              |
| 1978  | Marvin Smith                    | Bob Slawinski                   |                              |
| 1977  | Conan Myers                     | Bill Green                      |                              |
| 1976  | Dave Dayton(3)                  | Tom Meinberg                    |                              |
| 1975  | Dave Dayton                     | Woody Fisher                    |                              |
| 1974  | Ron Hutcherson* Dave Dayton*(3) | Jerry Hufflin                   |                              |
| 1973  | Ron Hutcherson                  | Bruce Gould                     |                              |
| 1972  | Ron Hutcherson                  | Delmar Clark                    |                              |
| 1971  | Ramo Stott(2)                   | A. Arnold                       |                              |
| 1970  | Ramo Stott                      | Tom Bowsher                     |                              |
| 1969  | Benny Parsons(2)                | Larry Ashley                    |                              |
| 1968  | Benny Parsons                   | Cliff Hamm                      |                              |
| 1967  | Iggy Katona(6)                  | Norm Meyers                     |                              |
| 1966  | Iggy Katona                     | Dave Dayton                     |                              |
| 1965  | Jack Bowsher(3)                 | Benny Parsons                   |                              |
| 1964  | Jack Bowsher                    | Charlie Glotzbach               |                              |
| 1963  | Jack Bowsher                    |                                 |                              |
| 1962  | Iggy Katona                     | Curly Mills                     |                              |
| 1961  | Harold Smith                    | Virgil Oakes                    |                              |
| 1960  | Nelson Stacy(3)                 |                                 |                              |
| 1959  | Nelson Stacy                    | Bob Bower                       |                              |
| 1958  | Nelson Stacy                    | Paul Wensink                    |                              |
| 1957  | Iggy Katona                     | Bill Granger                    |                              |
| 1956  | Iggy Katona                     |                                 |                              |
| 1955  | Iggy Katona                     |                                 |                              |
| 1954  | Bucky Sager                     |                                 |                              |
| 1953  | Jim Romine                      |                                 |                              |

* Ex-aequo